# Dimitris Limnios
Dimitris Limnios (Volos, 27 de mayo de 1998) es un futbolista griego que juega de delantero en el Fortuna Sittard de la Eredivisie. Es internacional con la selección de fútbol de Grecia.

## Selección nacional
Fue internacional sub-16, sub-17, sub-19 y sub-21 con la selección de fútbol de Grecia, antes de convertirse en internacional absoluto el 23 de marzo de 2018, en un partido amistoso frente a la selección de fútbol de Suiza.
Su primer gol con la selección lo hizo el 15 de noviembre de 2019, en un partido de clasificación para la Eurocopa 2020 frente a la selección de fútbol de Armenia.

## Clubes
| Club                     | País         | Año       |
| ------------------------ | ------------ | --------- |
| Atromitos                | Grecia       | 2014-2017 |
| PAOK de Salónica F. C.   | Grecia       | 2017-2020 |
| F. C. Colonia            | Alemania     | 2020-2023 |
| F. C. Twente (cedido)    | Países Bajos | 2021-2022 |
| Panathinaikos F. C.      | Grecia       | 2024-     |
| Fortuna Sittard (cedido) | Países Bajos | 2025-     |

## Palmarés

### Títulos nacionales
| Título              | Club                   | País   | Año  |
| ------------------- | ---------------------- | ------ | ---- |
| Copa de Grecia      | PAOK de Salónica F. C. | Grecia | 2018 |
| Superliga de Grecia | PAOK de Salónica F. C. | Grecia | 2019 |
| Copa de Grecia      | PAOK de Salónica F. C. | Grecia | 2019 |
| Copa de Grecia      | Panathinaikos F. C.    | Grecia | 2024 |